# Malá Tŕňa
Malá Tŕňa (em húngaro: Kistoronya) é um município da Eslováquia, situado no distrito de Trebišov, na região de Košice. Tem 9,81 km² de área e sua população em 2018 foi estimada em 379 habitantes.

## Demografia
| Ano:        | 1994 | 2004   | 2014   | 2024    |
| ----------- | ---- | ------ | ------ | ------- |
| Broj ljudi: | 449  | 451    | 416    | 342     |
| Razlika:    |      | +0,44% | -7,76% | -17,78% |

| Ano:               | 2023 | 2024   |
| ------------------ | ---- | ------ |
| Número de pessoas: | 347  | 342    |
| Diferença:         |      | -1,44% |